# Zeta Sagittarii
Zeta Sagittarii (ζ Sgr / ζ Sagittarii) è un sistema stellare presente nella costellazione del Sagittario. Il suo nome tradizionale è Ascella.

## Osservazione

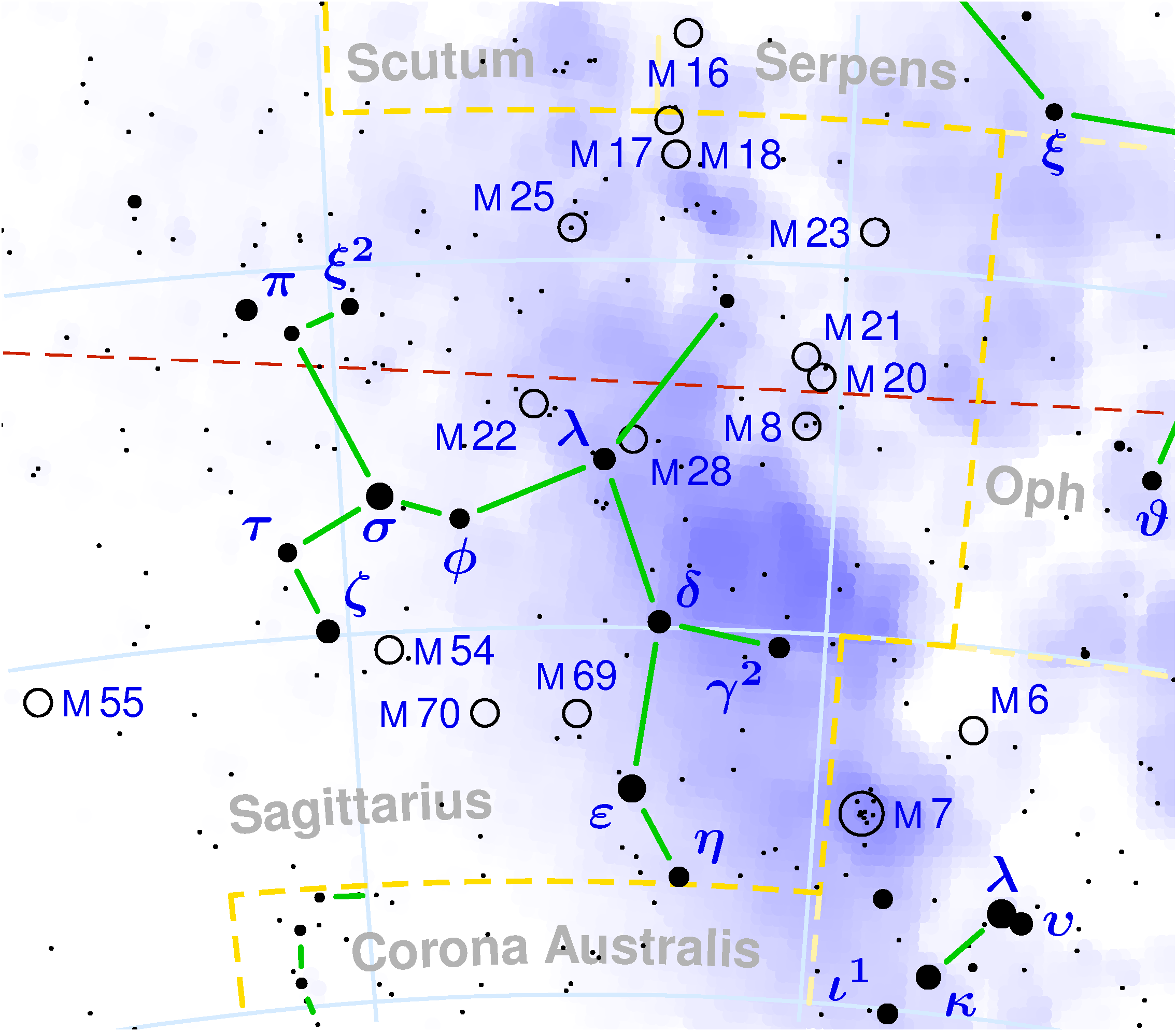
ζ indica la posizione di Zeta Sagittarii all'interno della costellazione del Sagittario

Ascella ha una magnitudine apparente è  +2,60 il che la rende il terzo sistema stellare più brillante della costellazione, dopo ε Sagittarii, σ Sagittarii. Si tratta quindi uno dei tanti casi in cui Bayer non ha assegnato le lettere alle stelle a seconda della loro luminosità.
Si individua nella parte centrale della costellazione, circa 4° a sud est di Sigma Sagittarii. Posta quasi 30° a sud dell'equatore celeste, Ascella è una stella appartenente all'emisfero australe. La sua declinazione meridionale ne limita le possibilità di osservazione nell'emisfero boreale, ove è osservabile solo nelle regioni a sud del 60º parallelo. Essa comunque nelle regioni temperate dell'emisfero apparirà bassa all'orizzonte sud e visibile per poche ore della notte. Più ampie sono le possibilità di osservarla quando ci si avvicina alle regioni tropicali. Il periodo migliore per osservarla corrisponde all'estate boreale.
Ascella fa anche parte dell'asterismo della Teiera, di cui assieme a ε Sagittarii, δ Sagittarii e φ Sagittarii, forma il corpo.

## Descrizione
Zeta Sagittarii è un sistema stellare formato da due stelle, i cui rispettivi nomi sono:
- Zeta Sagittarii A
- Zeta Sagittarii B

La loro distanza apparente è mezzo secondo d'arco. Alla distanza di 89,1 ± 3,3 anni luce, ciò corrisponde a  13,4 au, mentre l'eccentricità orbitale del sistema è di 0,205. Ciò implica che esse si avvicinano fino a 10,6 UA al periastro e si allontanano fino a 16,1 UA all'afastro. Ci vogliono circa 21,075 anni perché un'orbita sia completata.
Zeta Sagittarii A è classificata come stella di tipo A2III. Il suo colore bianco-azzurro, le è conferito dalla temperatura superficiale di 9000 K. Dalla sua magnitudine apparente +3,26 e dalla distanza presunta si può inferire che questa stella ha una luminosità 31 volte maggiore di quella del Sole. Questa temperatura superficiale e questa luminosità portano a pensare che, nonostante la classificazione, Zeta Sagittarii A non è affatto una gigante, ma una stella di sequenza principale avente una massa 2,2 M⊙.
Zeta Sagittarii B è classificata come stella di tipo A4IV. Il suo colore bianco, le è conferito da una temperatura superficiale un po' inferiore a quello della compagna (8500 K). Essa è anche leggermente meno massiccia di Zeta Sagittarii A (2,1 M⊙). Anche questa stella, nonostante la classificazione, appartiene alla sequenza principale.
Ascella ha inoltre una debole compagna di 10ª magnitudine, Zeta Sagittarii C, separata dalla primaria da una distanza di 75 secondi d'arco. Si tratta di una stella di sequenza principale arancione di classe K7. Se fosse legata al sistema orbiterebbe a una distanza di almeno 2000 UA dalla coppia centrale e percorrerebbe un'orbita intorno ad essa in almeno 40 000 anni. Tuttavia essa non è probabilmente legata al sistema e la sua vicinanza è puramente ottica.

## Etimologia e significato culturale
Il nome Ascella deriva dal latino ed è stato conferito alla stella in quanto posizionata in coincidenza della spalla della figura mitologica dell'arciere che dà il nome alla costellazione. 
Nell'astronomia cinese, ζ Sgr era la 6ª delle sei stelle della costellazione del Mestolo (o Carro del Sud), facente parte della Tartaruga Nera.